# تاکاشی میزونوما
تاکاشی میزونوما (به انگلیسی: Takashi Mizunuma) بازیکن فوتبال اهل ژاپن و عضو تیم ملی فوتبال ژاپن است که در تاریخ ۱۸ آوریل ۱۹۸۴ میلادی اولین بازی ملی‌اش را انجام داد. او در ۳۲ بازی ملی حضور داشت و آخرین بازی ملی خود را در تاریخ ۲۳ ژوئیه ۱۹۸۹ میلادی انجام داد. تاکاشی میزونوما در بازی‌های ملی‌اش
۷ گل به ثمر رساند.